# Jean L’Hôte

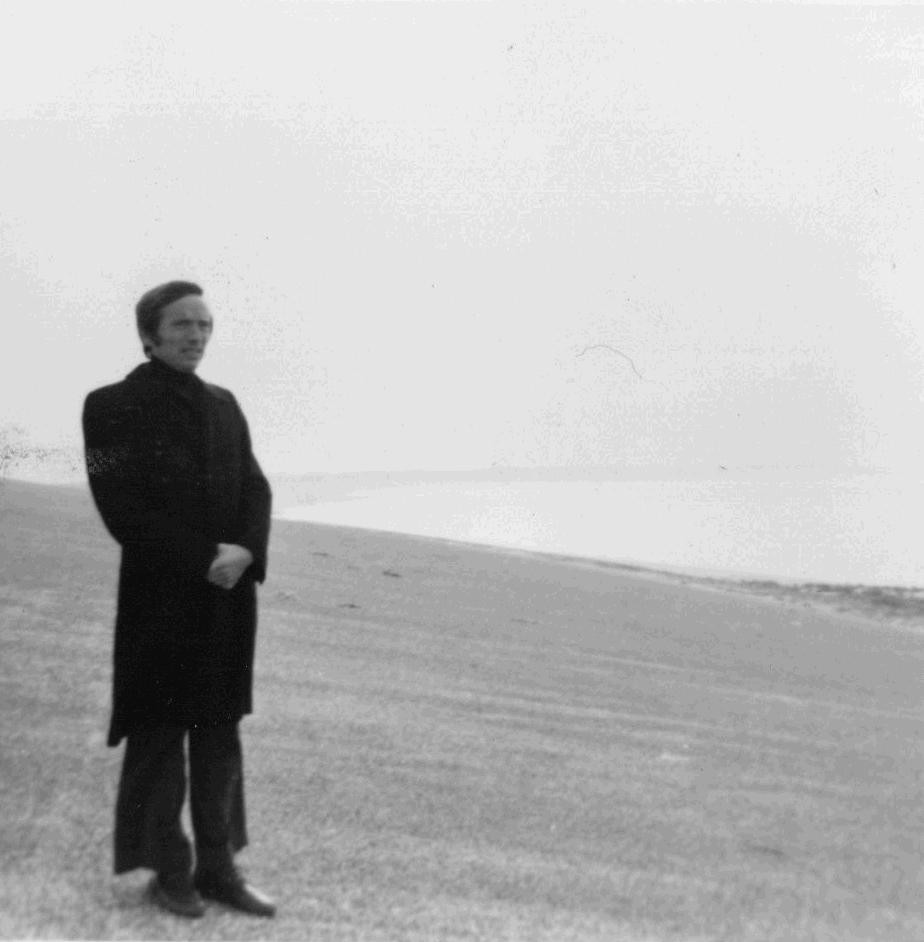
Jean L’Hôte

Jean L’Hôte (* 13. Januar 1929 in Mignéville; † 28. April 1985 in Nancy) war ein französischer Filmregisseur, Drehbuchautor und Schriftsteller.

## Filmografie (Auswahl)
- 1958: Mein Onkel
- 1959: Die Gans von Sedan
- 1965: La Communale
- 1971: Le Prussien
- 1975: L’Éducation amoureuse de Valentin
- 1984: Le Diable dans le bénitier